# クリスティーナ (スウェーデン女王)
クリスティーナ（スウェーデン語: Kristina, 1626年12月8日（グレゴリオ暦12月18日） - 1689年4月19日）は、17世紀のヴァーサ朝スウェーデンの女王（在位：1632年 - 1654年）。
グスタフ2世アドルフと王妃マリア・エレオノーラ（ブランデンブルク選帝侯およびプロイセン公ヨハン・ジギスムントの娘）の娘。
後世の歴史家は、クリスティーナを「バロックの女王」と呼んだ。スウェーデン普遍主義に則り、フィンランド大公を兼ねた最後のヴァーサ家のスウェーデン君主である。若くして退位し直後にカトリックに改宗している。

## 生涯
誕生時は毛深く、男児と誤認されて一時「王子誕生」の誤報が流れる。しかし、女児であったことが判明し、王子を熱望していた母マリアは落胆したが、父グスタフ・アドルフからは「我々皆を騙したのだから賢い子になるだろう」と歓ばれる。
父から早々に後継者に指名され、古典や神学に加え帝王学を学ぶほか、騎馬・剣術・狩猟をさせるなど、まるで王子のように教育されて育つ。
クリスティーナ自身も手芸や人形遊びのような一般的な女子の遊びを好まず、乗馬や射撃を得意としていた。
父王の死後、6歳で即位。即位より男装して過ごす。
初め宰相であるアクセル・オクセンシェルナ伯爵の補佐を受けたが、三十年戦争およびトルステンソン戦争終結の1644年頃から親政を行った。彼女の治世下でもスウェーデン軍はフランス王国と提携して中央ヨーロッパに進出し、ヴェストファーレン条約ではポメラニアのほか多数の都市と賠償金を得る（スウェーデンは当初、戦勝国として膨大な要求を敗戦国に突き付けたが、クリスティーナはそれを拒否して大幅な譲歩をして交戦国と妥協した。クリスティーナの寛大な譲歩は、臆病な平和とスウェーデン国内から非難され、オクセンシェルナなど守旧派の反発を招いたが、女王が意志を貫き通したこともあり、講和が成立した）。神聖ローマ皇帝に迫って新教徒の権益を拡げさせることにも成功している。オリバー・クロムウェルが護国卿をしていたイングランド共和国と同盟を結び、スウェーデンのヨーロッパにおける大国の地位を安定させた。
父の聡明さを受継いでいたが、クリスティーナは財政に疎く、あるいは無関心であった。後にスウェーデンは国家財政の財政難を招いてしまうが、この財政難の元凶の一端を担いでしまったのが彼女であった。
しかしクリスティーナは無能ではなく、高い政治能力を有していた。平和を願い、カトリックとプロテスタントの融和を説き、キリスト教の安寧と言う高貴な理想を抱いた一己の自由主義者であった。また彼女なりの王権成立に努力した騎士道精神の持ち主であった。神聖ローマ帝国におけるスウェーデン領のレーエン関係の成立などに現れる。しかし、絶対主義化とプロテスタント主義を目指すスウェーデン政府との軋轢が彼女を苦しめたのである。スウェーデンの国益と自由主義の狭間で揺れ動いた彼女は、最終的に己の意志を貫き、退位を決意したのであった。
豊かな教養を持つクリスティーナは、グロティウスやデカルトらと交わり、彼らを宮廷に招聘している。20歳の時に退位の計画を立て、その7年後に従兄カール10世に王位を譲り、外遊を始めた。
翌1655年にインスブルックで誓絶式を行い、カトリックに改宗した。1655年12月ローマに到着し、以後ローマに居を定めフランス・ドイツ・スウェーデンを周遊した。1660年に従兄カール10世が死去、その子カール11世が5歳で即位すると、クリスティーナはすかさずストックホルムに戻り、「カール10世とその子女に王位を譲っただけなので、カール11世が亡くなった場合は復位する」と宣言した。しかし、クリスティーナはすでにカトリックに改宗しており、この宣言はスウェーデンで受け入れられるものではなかった。このため、彼女は王位継承権の放棄を再び宣言、1662年にローマに帰還。1668年、ポーランド王ヤン2世が退位し、クリスティーナはポーランド王国の国王自由選挙に名乗り上げた。彼女はカトリック信仰と結婚するつもりのないことを主張し支持を集めようとしたが、王位はマグナートのミハウ・コリブト・ヴィシニョヴィエツキが継承した。その後、ナポリ王国の王位につこうとして失敗したのち、1668年からローマに定住し、学問・芸術・文学を研究する日々を送る。1674年にはローマにアカデミー（後のアルカディア学会）を創設した。
1689年、ローマで逝去。遺体はバチカンのサン・ピエトロ大聖堂に葬られた。

## 人柄と後世の評価

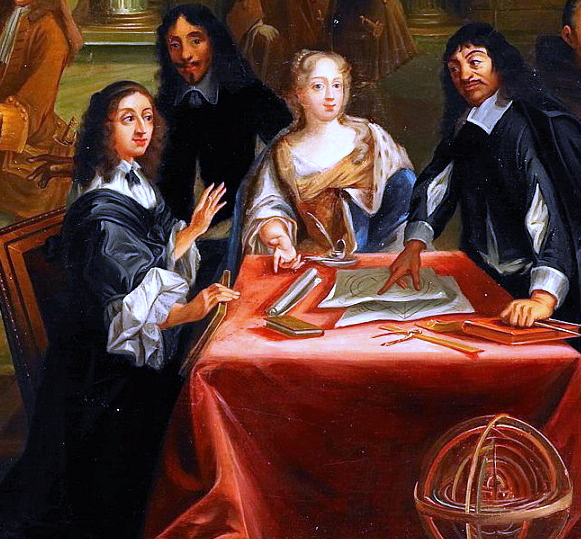
ルネ・デカルトと共に

ヴォルテールがたびたびクリスティーナを自著で扱い、「クリスティーナは天才的な女性であった。戦争以外に何もわきまえない国民の上に君臨するよりも学者たちと語り合うことを好み、王位を惜しげもなく捨て去ることによって名を謳われたのである。新教徒は彼女を苦しめた。ルターを信じないかぎりすべての徳は無意味であるとさえ考えられる有様である。一個の自由思想家にすぎない女性の改宗を促すことは教皇にとって易々たる仕事であったに違いない」と賞賛している（『カール12世』より）。実際、ラテン語・フランス語・スペイン語に通じ、文学・芸術への造詣の深い才媛としてヨーロッパで有名であった。
しかしフォンテーヌブローで家臣のモナルジテを殺させたことについては、「王位を賭して自身の哲学を実践しながら、この残忍かつ破廉恥な行為で、せっかくの哲学を台無しにしてしまった」と非難をしている（『ルイ14世の世紀』より）。
また、クリスティーナはフランスの哲学者であり数学者ルネ・デカルトに心酔し、1649年の年始より3度に渡り親書を送り、同年4月にはスウェーデン海軍提督に軍艦をもって迎え行かせ、10月にデカルトはストックホルムを訪れている。クリスティーナは政務の傍ら1650年1月より早朝5時からデカルトの講義を受けて師事した。しかしながら、デカルトは当時53歳と当時としては高齢であり、フランスでは朝寝の習慣があったため、彼には辛い日々であったとされる。真冬のスウェーデンの厳寒さと無理がたたり、クリスティーナへの講義を始めた翌月2月、デカルトは風邪をこじらせて肺炎を併発し、結果的に死去させてしまった。
イギリスの歴史家ヴェロニカ・ウェッジウッドは即位直後のクリスティーナを「名ばかりの人ではないにしろ、媚びへつらいに甘く、騙されやすかったが、強情でかつ知性をもった若人だった。あの高名な父の娘として、彼女は状況に対処する勇気を持ち、（彼女の老臣たちより）もっと大胆に、あっさりと、父の政策のセンチメンタルな墨守を放棄することができた」と評している。
クリスティーナが生まれた際、男児誕生の一時誤報が流れたこともあり、両性具有であったとされる説も支持されていたが、1943年に石棺を移動して開き、銀の仮面と王冠は発見され、プロケード地の埋葬服はほとんどなくなっていた。1965年12月の再調査によると遺体は明らかに女性のものであり、この説はクリスティーナが深い声の持ち主で男性用の靴を愛用していたこと、また結婚にあまり興味がなかったことによる根拠のない噂話に過ぎないと判断された。
幼少の頃から美しいドレスやリボン等の装飾品や着飾ることに関心がなく、洋服へのインクの付着やほつれを注意されると「そういうことは他にすることが無い者に言えば良い」と答え、頓着がなかった。

## 称号について
クリスティーナ女王は、父グスタフ・アドルフの「古ゴート主義」（ゴート起源説）に則り、称号を「スヴェーア人、ゴート人、ヴァンダル人の王」（Suecorum, Gothorum, Vandalomque reginam）としていたが、三十年戦争終結時にこれを自ら放棄した。なお「フィンランド大公」の方は「スウェーデン王」と一体不可分の称号なため、退位するまでこれを兼ねていたと考えられる。

## 系図
| （ヴァーサ朝） グスタフ1世 |            |            |            |            |            |              |              |              |              |              |              |                             |                             |                             |                             |                             |                             |                        |                        |                        |                        |                        |                        |  |  |                              |                              |                              |                              |                              |                              |  |  |  |  |  |  |  |  |
|                            |            |            |            |            |            |              |              |              |              |              |              |                             |                             |                             |                             |                             |                             |                        |                        |                        |                        |                        |                        |  |  |                              |                              |                              |                              |                              |                              |  |  |  |  |  |  |  |  |
|                            |            |            |            |            |            |              |              |              |              |              |              |                             |                             |                             |                             |                             |                             |                        |                        |                        |                        |                        |                        |  |  |                              |                              |                              |                              |                              |                              |  |  |  |  |  |  |  |  |
| エリク14世                 | エリク14世 | エリク14世 | エリク14世 | エリク14世 | エリク14世 | ヨハン3世    | ヨハン3世    | ヨハン3世    | ヨハン3世    | ヨハン3世    | ヨハン3世    | カール9世                   | カール9世                   | カール9世                   | カール9世                   | カール9世                   | カール9世                   |                        |                        |                        |                        |                        |                        |  |  |                              |                              |                              |                              |                              |                              |  |  |  |  |  |  |  |  |
| エリク14世                 | エリク14世 | エリク14世 | エリク14世 | エリク14世 | エリク14世 | ヨハン3世    | ヨハン3世    | ヨハン3世    | ヨハン3世    | ヨハン3世    | ヨハン3世    | カール9世                   | カール9世                   | カール9世                   | カール9世                   | カール9世                   | カール9世                   |                        |                        |                        |                        |                        |                        |  |  |                              |                              |                              |                              |                              |                              |  |  |  |  |  |  |  |  |
|                            |            |            |            |            |            |              |              |              |              |              |              |                             |                             |                             |                             |                             |                             |                        |                        |                        |                        |                        |                        |  |  |                              |                              |                              |                              |                              |                              |  |  |  |  |  |  |  |  |
|                            |            |            |            |            |            | シギスムンド | シギスムンド | シギスムンド | シギスムンド | シギスムンド | シギスムンド | カタリーナ                  | カタリーナ                  | カタリーナ                  | カタリーナ                  | カタリーナ                  | カタリーナ                  | グスタフ2世アドルフ    | グスタフ2世アドルフ    | グスタフ2世アドルフ    | グスタフ2世アドルフ    | グスタフ2世アドルフ    | グスタフ2世アドルフ    |  |  |                              |                              |                              |                              |                              |                              |  |  |  |  |  |  |  |  |
|                            |            |            |            |            |            | シギスムンド | シギスムンド | シギスムンド | シギスムンド | シギスムンド | シギスムンド | カタリーナ                  | カタリーナ                  | カタリーナ                  | カタリーナ                  | カタリーナ                  | カタリーナ                  | グスタフ2世アドルフ    | グスタフ2世アドルフ    | グスタフ2世アドルフ    | グスタフ2世アドルフ    | グスタフ2世アドルフ    | グスタフ2世アドルフ    |  |  |                              |                              |                              |                              |                              |                              |  |  |  |  |  |  |  |  |
|                            |            |            |            |            |            |              |              |              |              |              |              | （プファルツ朝） カール10世 | （プファルツ朝） カール10世 | （プファルツ朝） カール10世 | （プファルツ朝） カール10世 | （プファルツ朝） カール10世 | （プファルツ朝） カール10世 | クリスティーナ         | クリスティーナ         | クリスティーナ         | クリスティーナ         | クリスティーナ         | クリスティーナ         |  |  |                              |                              |                              |                              |                              |                              |  |  |  |  |  |  |  |  |
|                            |            |            |            |            |            |              |              |              |              |              |              | （プファルツ朝） カール10世 | （プファルツ朝） カール10世 | （プファルツ朝） カール10世 | （プファルツ朝） カール10世 | （プファルツ朝） カール10世 | （プファルツ朝） カール10世 | クリスティーナ         | クリスティーナ         | クリスティーナ         | クリスティーナ         | クリスティーナ         | クリスティーナ         |  |  |                              |                              |                              |                              |                              |                              |  |  |  |  |  |  |  |  |
|                            |            |            |            |            |            |              |              |              |              |              |              | カール11世                  |                             |                             |                             |                             |                             |                        |                        |                        |                        |                        |                        |  |  |                              |                              |                              |                              |                              |                              |  |  |  |  |  |  |  |  |
|                            |            |            |            |            |            |              |              |              |              |              |              |                             |                             |                             |                             |                             |                             |                        |                        |                        |                        |                        |                        |  |  |                              |                              |                              |                              |                              |                              |  |  |  |  |  |  |  |  |
|                            |            |            |            |            |            |              |              |              |              |              |              |                             |                             |                             |                             |                             |                             |                        |                        |                        |                        |                        |                        |  |  |                              |                              |                              |                              |                              |                              |  |  |  |  |  |  |  |  |
|                            |            |            |            |            |            |              |              |              |              |              |              | カール12世                  | カール12世                  | カール12世                  | カール12世                  | カール12世                  | カール12世                  | ウルリカ・エレオノーラ | ウルリカ・エレオノーラ | ウルリカ・エレオノーラ | ウルリカ・エレオノーラ | ウルリカ・エレオノーラ | ウルリカ・エレオノーラ |  |  | （ヘッセン朝） フレドリク1世 | （ヘッセン朝） フレドリク1世 | （ヘッセン朝） フレドリク1世 | （ヘッセン朝） フレドリク1世 | （ヘッセン朝） フレドリク1世 | （ヘッセン朝） フレドリク1世 |  |  |  |  |  |  |  |  |
|                            |            |            |            |            |            |              |              |              |              |              |              | カール12世                  | カール12世                  | カール12世                  | カール12世                  | カール12世                  | カール12世                  | ウルリカ・エレオノーラ | ウルリカ・エレオノーラ | ウルリカ・エレオノーラ | ウルリカ・エレオノーラ | ウルリカ・エレオノーラ | ウルリカ・エレオノーラ |  |  | （ヘッセン朝） フレドリク1世 | （ヘッセン朝） フレドリク1世 | （ヘッセン朝） フレドリク1世 | （ヘッセン朝） フレドリク1世 | （ヘッセン朝） フレドリク1世 | （ヘッセン朝） フレドリク1世 |  |  |  |  |  |  |  |  |

## クリスティーナを取り上げた作品

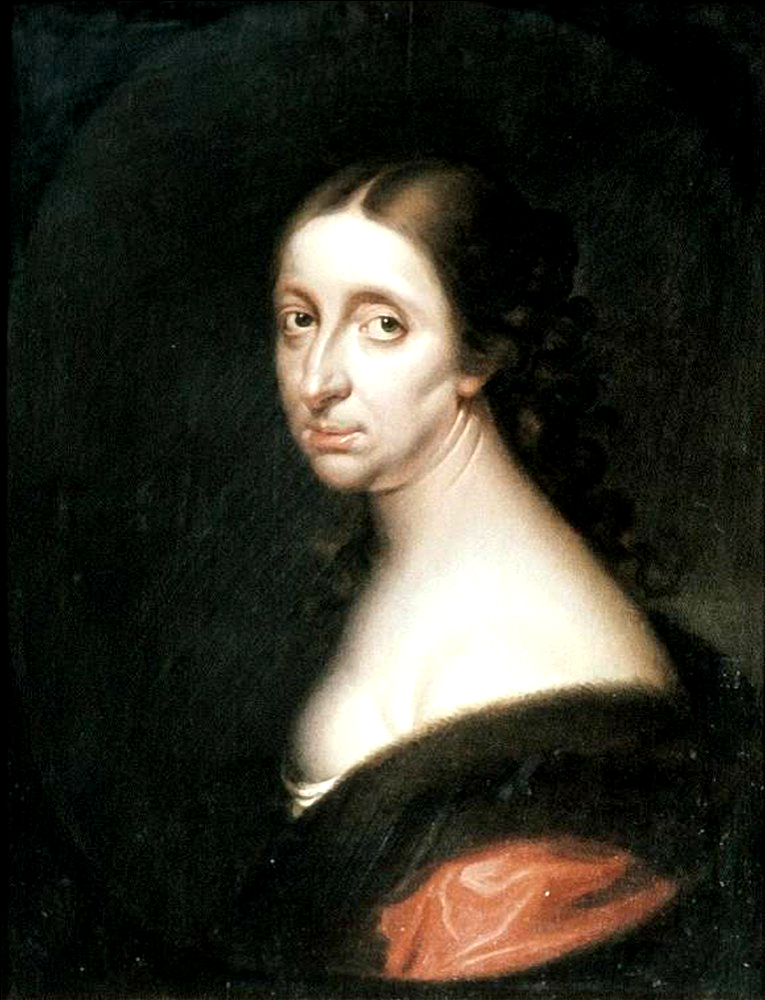
アブラハム・ヴュヒターズ「スウェーデンのクリスティーナの肖像」

クリスティーナの複雑な性格は、数多くの演劇やオペラ、文芸作品に表現された。一部を紹介する。

### オペラ
- 「en:Cristina, regina di Svezia」ヤコポ・フォローニ（英語版）作、1849年。退位をめぐる物語。
- 「Cristina di Svezia」アレッサンドロ・ニーニ作（英語）、1840年。
- 「Cristina di Svezia」ジュゼッペ・リーロ作（英語）、1841年。
- 「en:Cristina, regina di Svezia」ヤコポ・フォローニ作、1849年。
- 「Cristina di Svezia」ジギスモント・タールベルク作、1855年。

### 戯曲・映画
- 「Stjärnornas Kungabarn」ザクリス・トペリウス作、1899–1900年。歴史上の寓話。
- 『クリスティーナ』1901年

スウェーデン人の作家ストリンドベリの作品で、クリスティーナ女王を題材とした戯曲。
- 『クリスチナ女王』

1933年の長編映画。配給は MGM。スウェーデン出身のハリウッド女優グレタ・ガルボがクリスティーナ女王を演じた。現実のクリスティーナの人生とは大きく異なるヒロインを描いた。
- ロイス・マクスウェル主演「Love and Poison」（1950年/52年）イタリア映画。
- リヴ・ウルマン主演、「退位」（英語）（1974年）台本は、ルース・ウルフ。バチカンに到着したクリスティーナは、枢機卿アッゼリーノと恋に落ちる。

- 『王となった少女（英語版）』

2015年の長編映画。ミカ・カウリスマキ監督作品。伯爵夫人エバ・スパーレの同性の恋人として描写。

### 漫画
- 『燃える愛の物語 その2 クリスチナ女王』

しのざき薫の作品。若き女王クリスチナ女王と軍の司令官カール＝グスタフの愛の物語。1981年に講談社より刊行されたコミックス「星と月の恋歌（マドリガル）」に収録されている。

### ゲーム
- 『シヴィライゼーション VI 嵐の訪れ』

拡張パックのキャラクターとしてクリスティーナ女王（をモデルにしたキャラクター）が導入されている。

## 関連書籍
- ウェッジウッド, ヴェロニカ（英語版）『ドイツ三十年戦争』瀬原義生訳、刀水書房、2003年11月。ISBN 978-4-88708-317-2
- カッシーラー, エルンスト『デカルト、コルネーユ、スウェーデン女王クリスティナ 一七世紀の英雄的精神と至高善の探求』朝倉剛・羽賀賢二訳、工作舎、2000年。ISBN 978-4-87502-333-3。
- 下村寅太郎『スウェーデン女王クリスチナ バロック精神史の一肖像』中央公論社、1975年5月。NCID BN01856385。
  - のち中公文庫、1992年2月。ISBN 978-4-12-201879-2。
  - 『下村寅太郎著作集 6 (ルネサンスとバロックの人間像）』に所収。みすず書房、1993年8月。ISBN 978-4-622-00916-0、NCID BN09491337。